# 定陵 (北魏)
34°46′30″N 112°33′46″E / 34.77500°N 112.56278°E
定陵是中国南北朝时北魏孝明帝元诩的陵墓。
魏孝明帝在武泰元年（528年）二月廿五，被母亲灵太后杀死。三月廿八，葬在定陵。定陵位于河南省洛阳市东北郊送庄乡西山岭头村，在长陵、景陵之东，现在只有一个大冢。在附近出土了两方北魏墓志。王悦墓志载“兆入定陵”，张宁墓志载“葬于孝明皇帝陵西二里”。